# Neang Teut
Neang Teut es una comuna (khum) del distrito de Dambae, en la provincia de Kompung Cham, Camboya. En marzo de 2008 tenía una población estimada de 3737 habitantes.
Se encuentra ubicada en la llanura camboyana, a escasa distancia del río Mekong, al sureste del lago Sap (Tonlé Sap) y cerca de la frontera con Vietnam.